# ج

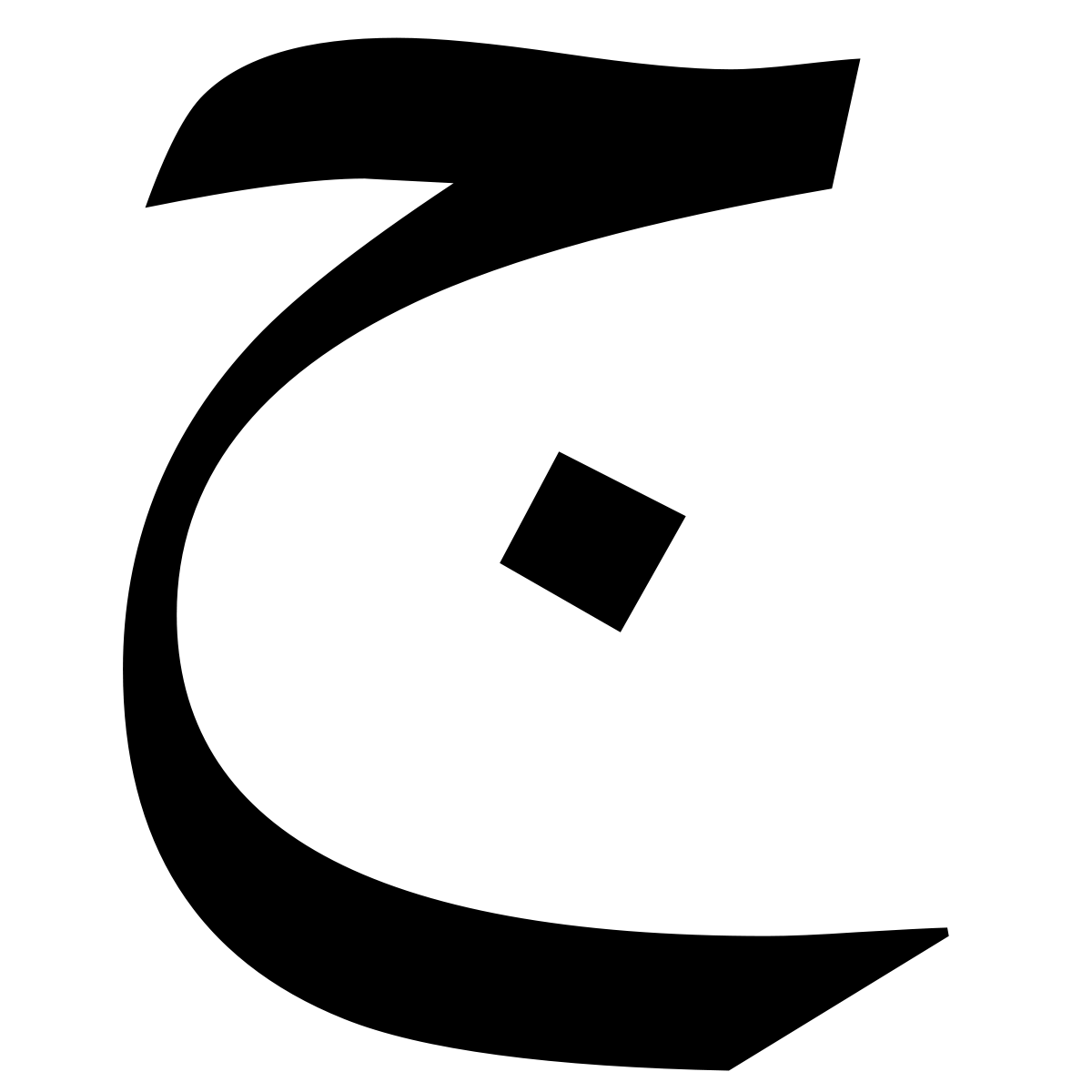
Ilustrace

ج (transkripce ǧīm) je třetím písmenem arabské, perské a urdské abecedy.
‌

## Výslovnost

### Arabština
Výslovnost písmene ج se liší podle dialektu. Ve standardní arabštině se vyslovuje jako /d͡ʒ/ (české dž), v koránské recitaci pak jako /ʒ/ (české ž). V některých afrických variantách arabštiny má výslovnost /g/ (české g).

### Perština
Stejně jako v koránské výslovnosti arabštiny, se písmeno ج v perštině vyslovuje jako /ʒ/.

### Urdština
Výslovnost tohoto písmene v urdštině odpovídá standardní arabštině – /d͡ʒ/.

## Tvary
| samostatné | na konci slova | na začátku slova | uprostřed slova |
| ---------- | -------------- | ---------------- | --------------- |
| ج          | ‎‎‎‎ـج‎             | جـ‎‎‎               | ـجـ‎‎‎‎             |